# Bowlus 1-S-2100
Le Bowlus 1-S-2100 Senior Albatross est un planeur monoplace des années 1930 conçu par William Hawley Bowlus pour Bowlus Sailplane Company Ltd. L'avion est basé sur un prototype de planeur le "Super Sailplane" conçu par Bowlus, et l'instructeur Martin Schempp, construit par des étudiants du Curtiss-Wright Technical Institute.

## Caractéristiques
- Équipage: 1
- envergure: 61 ft 9 in (18.82 m)
- Surface alaire: 204.75 sq ft (19 m2)
- Allongement d'aile: 18.72
- Poids à vide: 340 lb (154 kg)
- Poids brut: 520 lb (236 kg)